# Васильков, Алексей Леонидович
Алексей Леонидович Васильков (род. 28 июля 2004, Москва) — российский хоккеист, нападающий.

## Биография
Нападающий родился в Москве в 2004 году. Начал заниматься хоккеем в школе московского «Динамо», вместе с которым выиграл самый престижный детский турнир – «Кубок Газпром Нефти» обыграв Омск со счетом 4-0 в суперфинале. В 2017 году перешёл в столичную «Северную Звезду», в составе которой играл на различных юношеских турнирах, а перед дебютным сезоном МХЛ вместе с Иваном Выдренковым и Артемием Кузнецовым перешёл в ХК «Капитан». 
В МХЛ играл за «Капитан» на протяжении двух сезонов (79 матчей, 37 очков), помог пройти в плей-ин «Русских Витязей». В первом раунде плей-офф против «СКА-1946» он стал лучшим снайпером команды, забросив три шайбы и обойдя Матвея Мичкова. 
В мае 2023 года выступал в составе молодёжной сборной России на «Кубке Будущего».
После двух сезонов, проведённых в МХЛ, готовился к выступлениям в КХЛ в составе «Сочи», но получил травму за три дня до старта чемпионата. В октябре 2023 года вернулся на лед в составе ступинского «Капитана». В Капитане провел 4 матча и на правах аренды был отправлен в «Ладу» до конца сезона. Сыграл 27 матчей в КХЛ и 9 — за «Ладью» в МХЛ. С сезона 2024/2025 — игрок ХК «Сочи».